# مطار أوسلو، فورنبو
كان مطار أوسلو، فورنبو (إياتا: FBU، إيكاو: ENFB) ((بالنرويجية: Oslo lufthavn, Fornebu)) المطار الرئيسي الذي خدم أوسلو وشرقي النرويج من 1 يونيو 1939 إلى 7 أكتوبر 1998. تمت الاستعاضة عنه بمطار أوسلو، غاردرموين وخضعت المنطقة منذ ذلك الحين لإعادة بناء. كان المطار يقع في فورنبو بباروم، 8 كيلومتر (5.0 ميل) عن مركز المدينة.

## إحصائيات
(حسب سنة 1996)
- الركاب: 10,072,054
- حركة الطيران: 170,823